# Harald Friedrich (Biochemiker)
Harald Friedrich (* 1952) ist ein deutscher Biochemiker, Abfall- und Wasserexperte sowie ehemaliger Abteilungsleiter des NRW-Umweltministeriums. Er wurde in der Amtszeit von Minister Eckhard Uhlenberg mit schweren, jedoch weitgehend  substanzlosen Vorwürfen aus dem Amt entlassen, nachdem er Belastungen des Trinkwassers im Ruhrgebiet mit gefährlichen Stoffen aus den Abläufen der Kläranlagen des Ruhrverbandes hatte untersuchen lassen und aufgrund der schlechten Ergebnisse eine Nanofiltration gefordert hatte. Die Vorgänge führten 2009 zur Einrichtung eines Parlamentarischen Untersuchungsausschusses im nordrheinwestfälischen Landtag.

## Karriere
Friedrich absolvierte ein Studium der Biologie sowie Biochemie und promovierte in Molekulartechnik. 1989 begann er seine Tätigkeit im Technischen Umweltschutz. 1996 wurde er Leiter der Abteilung für Abfall-, Wasserwirtschaft und Bodenschutz im Ministerium für Umwelt und Naturschutz, Landwirtschaft und Verbraucherschutz des Landes Nordrhein-Westfalen. Nach einer Tätigkeit in der Privatwirtschaft wurde er 2003 von Ministerin Bärbel Höhn (Die Grünen) zurück ins Ministerium geholt, wo er seine Tätigkeit als Abteilungsleiter wieder aufnahm.
Friedrich war auch unter Höhns Nachfolger Eckhard Uhlenberg (CDU) bis 2006 Abteilungsleiter für Abfallwirtschaft, Bodenschutz und Wasserwirtschaft. Im Skandal um die Belastung von Möhne und Ruhr mit der Chemikalie PFT galt er als Kritiker Uhlenbergs, da er eine technische Nachrüstung der Wasserwerke an der Ruhr forderte. Am 18. Juni 2006 wurde Friedrich fristlos gekündigt. Am 9. Juli 2006 wurden erste Presseberichte über den Zusammenhang der Kündigung mit der Diskussion über die PFT-Belastung der Ruhr veröffentlicht.

## Ermittlungsverfahren
Gegen Friedrich, der Mitglied der Grünen ist und von der ehemaligen Umweltministerin Bärbel Höhn ins Ministerium geholt worden war, wurde in der Folge wegen Korruption, Betrugs und Untreue ermittelt: Er sollte angeblich staatliche Gelder veruntreut und dafür als Gegenleistung einen Laptop, einen Frankreich-Aufenthalt und die wochenlange Nutzung eines Kleinwagens erhalten haben. In einer Großrazzia gegen ihn und weitere Beteiligte durchsuchten Ende Mai 2008 275 Polizisten 45 Wohnungen in Nordrhein-Westfalen, Hessen und Baden-Württemberg; Friedrich kam für drei Wochen in Untersuchungshaft. Mehr als 1000 Telefongespräche von Harald Friedrich wurden abgehört, deren Protokolle überstürzt vernichtet worden sind. Die Untersuchungen waren durch das nordrhein-westfälische Umweltministerium unter dem Staatssekretär Alexander Schink ausgelöst worden, als dieses das Landeskriminalamt über schwirrende Gerüchte informierte, Friedrich könnte sich im Zusammenhang mit früheren Auftragsvergaben insbesondere an die RWTH Aachen strafbar gemacht haben. Bereits am 22. Juli 2008 kam die tageszeitung zur Schlussfolgerung, dass die Vorwürfe haltlos seien. Angeblich wurden während des Verfahrens von der ermittelnden Staatsanwaltschaft Wuppertal vertrauliche Ermittlungsunterlagen an das Ministerium weitergeleitet.
Am 11. November 2008 hob die Staatsanwaltschaft unter Oberstaatsanwalt Ralf Meyer den Haftbefehl gegen Harald Friedrich auf. Der Verdacht des banden- und gewerbsmäßigen Betrugs gegen ihn und 13 weitere Beschuldigte konnte „nicht erhärtet“ werden. Im Februar 2011 wurde mitgeteilt, dass die Ermittlungen gegen Friedrich gegen Zahlung von 700 Euro wegen einiger nicht ordnungsgemäß abgerechneter Arbeitsessen eingestellt seien.

## Reaktionen
Die ehemalige Ministerin Bärbel Höhn vermutet politische Einflussnahme; nach der Sommerpause des Jahres 2009 klärte ein Parlamentarischer Untersuchungsausschuss des Landtages die Vorfälle. Inzwischen stellte der Untersuchungsausschuss fest, dass die Korruptionsvorwürfe gegen Friedrich keine Grundlage hatten.